# Eleutherodactylus limbatus
Eleutherodactylus limbatus, conocida como «ranita pigmea», es una especie de anfibio anuro del género Eleutherodactylus, de la familia Eleutherodactylidae; una rana que está considerada la cuarta más pequeña del mundo.

## Hallazgo
La rana fue descrita en el año 1862 por el investigador norteamericano Edward Drinker Cope; Es una especie endémica de la isla caribeña de Cuba.

## Hábitat y características
Este anfibio habita en bosques xerófilos, doseles en zonas con hojarasca; posee un color castaño con rayas doradas y unos dorsolatelares negros, se alimenta de arácnidos y hormigas y es de hábitos diurnos.